# Maulbeerherzkrankheit
Maulbeerherzkrankheit (auch: Maulbeerherz) ist eine ernährungsbedingte Erkrankung bei Hausschweinen, die meist perakut und tödlich verläuft. Sie tritt überwiegend bei Ferkeln im Absetzalter auf und ist durch degenerative Veränderungen des Herzmuskels infolge eines Mangels an antioxidativ wirksamen Mikronährstoffen – insbesondere Vitamin E und Selen – gekennzeichnet. Die Krankheit zählt zu den Mangelerscheinungen im Bereich der Tierernährung. Im Gegensatz zur Keshan-Krankheit des Menschen gibt es bei der Maulbeerherzkrankheit keine Virusbeteiligung.

## Ursache
Die Maulbeerherzkrankheit entsteht durch einen Mangel an Vitamin E und/oder Selen, die essenzielle Bestandteile des antioxidativen Schutzsystems der Zellen sind. Der Mangel führt zu erhöhtem oxidativer Stress, der insbesondere das energieintensive Herzmuskelgewebe schädigt. Daraus resultieren Zellschäden, Nekrosen und Einblutungen, welche dem Herzmuskel das namensgebende maulbeerartige Aussehen verleihen.

## Symptome
Klinisch zeigen betroffene Tiere häufig keine spezifischen Vorzeichen und verenden plötzlich. Gelegentlich treten unspezifische Symptome wie Dyspnoe, Bewegungsstörungen oder Schwäche vor dem Tod auf.

## Pathologische Anatomie
Bei der Obduktion findet sich ein vergrößertes, schlaffes Herz mit streifen- bis punktförmigen, dunkelroten Einblutungen im Myokard. Diese Läsionen erzeugen das charakteristische „maulbeerartige“ Erscheinungsbild. Histologisch sind fokale bis ausgedehnte Myokardnekrosen, Hämorrhagien sowie entzündliche Zellinfiltrate erkennbar.

## Diagnostik
Die Diagnose erfolgt meist post mortem anhand pathoanatomischer und histologischer Befunde. Wichtig ist die Abgrenzung von infektiösen Kardiomyopathien, Stoffwechselstörungen oder anderen Ursachen für plötzlichen Herztod. Blut- und Gewebeanalysen können einen Vitamin-E- oder Selenmangel bestätigen.

## Therapie und Prophylaxe
Eine Behandlung erkrankter Tiere ist wegen des meist akuten Verlaufs kaum möglich. Die wichtigste Maßnahme ist die Prophylaxe durch eine bedarfsgerechte Versorgung mit Vitamin E und Selen, insbesondere in Wachstumsphasen und bei Futterumstellungen. Die Ergänzung erfolgt über Premixe oder gezielte Supplementierung.

## Bedeutung
Die Maulbeerherzkrankheit hat große wirtschaftliche Bedeutung in der Schweineproduktion, da sie zu plötzlichen Verlusten bei Jungtieren führen kann. Sie tritt besonders bei unzureichender Nährstoffversorgung und gestörtem Redox-Gleichgewicht auf. Qualitätssicherung in der Tierernährung ist entscheidend zur Prävention.